# Лъвлок
Лъвлок (на английски: Lovelock) е град в окръг Пършинг, щата Невада, САЩ. Лъвлок е с население от 2003 жители (2000) и обща площ от 2,2 km². Намира се на 1213 m надморска височина. ЗИП кодът му е 89419, а телефонният му код е 775.